# Südtiroler Heimatbund
Il Südtiroler Heimatbund (SHB) (traducibile in italiano "Federazione della Patria Sudtirolese") è stato un movimento politico regionale, attivo come partito politico nella Provincia autonoma di Bolzano fino al 1989, di ispirazione indipendentista.

## Storia
Il partito si presentò per la prima volta alle elezioni politiche del 1983 concorrendo per la Camera sotto le insegne della lista «Süd Tirol», che ottenne 12.270 voti (0,03% a livello nazionale e 4,25% nella provincia di Bolzano). Alle successive provinciali del 1983 dette vita alla lista Wahlverband des Heimatbundes (Unione elettorale della federazione della Patria) conseguendo il 2,6% e un seggio, assegnato a Eva Klotz.
Alle politiche del 1987 si presentò alla Camera (0,03% a livello nazionale e 3,57% nella provincia di Bolzano) e al Senato (0,03% nazionale). Alle provinciali del 1988 raccolse il 2,3% dei voti e un seggio, assegnato di nuovo a Klotz.
Nel 1989 il partito si unì con il Freiheitliche Partei Südtirols (già Partei der Unabhängigen) di Gerold Meraner e alcuni politici conservatori della Südtiroler Volkspartei guidati da Alfons Benedikter, per formare l'Union für Südtirol.

## Risultati elettorali
| Elezione       | Elezione       | Voti   | %    | Seggi   |
| -------------- | -------------- | ------ | ---- | ------- |
| Politiche 1983 | Camera         | 12.270 | 0,03 | 0 / 630 |
| Politiche 1983 | Senato         | N.D.   | N.D. | N.D.    |
| Regionali 1983 | Regionali 1983 | 7.285  | 1,27 | 1 / 70  |
| Politiche 1987 | Camera         | 11.287 | 0,03 | 0 / 630 |
| Politiche 1987 | Senato         | 8.551  | 0,03 | 0 / 315 |
| Regionali 1988 | Regionali 1988 | 7.003  | 1,15 | 1 / 70  |